# 佐藤吉宏
佐藤 吉宏（さとう よしひろ、1983年6月20日 - ）は、佐賀県鳥栖市出身の元プロ野球選手（外野手）。右投左打。

## 経歴
小学3年の時に野球を始める。鳥栖高3年春の選抜に出場。夏は県大会決勝で2本塁打を放つが、同期でプロ入りする野中信吾のいた神埼高に敗れる。高校通算40本塁打。打撃力を評価され、2001年にドラフト4巡指名で日本ハムファイターズに入団。2年目の2003年から二軍でレギュラーを掴んだが、一軍に昇格する事は出来ず長い二軍生活を送っていた。
2007年は北京プレオリンピック野球日本代表に選出され、主に二番打者として打率.500の成績を残した。
2008年4月15日、プロ入り7年目にして初めて一軍選手登録され、4月19日の福岡ソフトバンクホークス戦に初先発出場し、第一打席でプロ入り初安打となる本塁打を打った。試合後のヒーローインタビューでは、なかなか芽が出ないながらも期待し続けてくれた球団に感謝の意を述べるとともに涙を流した。2009年7月7日に再度一軍昇格し、七番・左翼手で即先発出場。第一打席に本塁打を打ったが、これにより2年連続で「その年の初先発出場試合で第一打席に本塁打を放った」ことになった。
2009年10月26日、現役引退が発表された。通算安打数はわずか4本ながら、本塁打が3本、しかも大場翔太、岸孝之、岩隈久志と、エース級か、その時点で絶好調だった投手から打つという成績だった。11月15日に二軍マネージャーに就任した。

## 人物
ニックネームは「ゴリ」。入団時に登録名「ゴリ」を希望したが、日本ハムはシーズン通しての活躍をしていなければ登録名を変えることを許していないため、「ゴリ」という名称で登録されたことはない。
また、2000年から2002年の間日本ハムに所属していた藤崎大輔も「ゴリ」という愛称だったため、佐藤は「スーパーゴリ」と呼ばれ、いつしか「ゴリ」が取れて、「スーパー」という愛称の方がチーム内では定着している。

## 詳細情報

### 年度別打撃成績
| 年 度     | 球 団     | 試 合 | 打 席 | 打 数 | 得 点 | 安 打 | 二 塁 打 | 三 塁 打 | 本 塁 打 | 塁 打 | 打 点 | 盗 塁 | 盗 塁 死 | 犠 打 | 犠 飛 | 四 球 | 敬 遠 | 死 球 | 三 振 | 併 殺 打 | 打 率 | 出 塁 率 | 長 打 率 | O P S |
| --------- | --------- | ----- | ----- | ----- | ----- | ----- | -------- | -------- | -------- | ----- | ----- | ----- | -------- | ----- | ----- | ----- | ----- | ----- | ----- | -------- | ----- | -------- | -------- | ----- |
| 2008      | 日本ハム  | 7     | 13    | 12    | 1     | 1     | 0        | 0        | 1        | 4     | 2     | 0     | 0        | 0     | 0     | 1     | 0     | 0     | 4     | 0        | .083  | .154     | .333     | .487  |
| 2009      | 日本ハム  | 10    | 18    | 15    | 3     | 3     | 0        | 0        | 2        | 9     | 2     | 1     | 0        | 2     | 0     | 1     | 0     | 0     | 4     | 0        | .200  | .250     | .600     | .850  |
| 通算：2年 | 通算：2年 | 17    | 31    | 27    | 4     | 4     | 0        | 0        | 3        | 13    | 4     | 1     | 0        | 2     | 0     | 2     | 0     | 0     | 8     | 0        | .148  | .207     | .481     | .688  |

### 年度別守備成績
| 年 度 | 球 団    | 外野  | 外野  | 外野  | 外野  | 外野  | 外野     |
| 年 度 | 球 団    | 試 合 | 刺 殺 | 補 殺 | 失 策 | 併 殺 | 守 備 率 |
| ----- | -------- | ----- | ----- | ----- | ----- | ----- | -------- |
| 2008  | 日本ハム | 4     | 4     | 0     | 0     | 0     | 1.000    |
| 2009  | 日本ハム | 7     | 6     | 0     | 0     | 0     | 1.000    |
| 通算  | 通算     | 11    | 10    | 0     | 0     | 0     | 1.000    |

### 記録
- 初出場：2008年4月15日、対埼玉西武ライオンズ4回戦（西武ドーム）、12回表に尾崎匡哉の代打で出場
- 初打席：同上、12回表に小野寺力から四球
- 初先発出場：2008年4月19日、対福岡ソフトバンクホークス5回戦（札幌ドーム）、7番・左翼手で先発出場
- 初安打・初本塁打・初打点：同上、2回裏に大場翔太から右越先制2ラン
- 初盗塁：2009年7月12日、対千葉ロッテマリーンズ11回戦（札幌ドーム）、12回裏に二盗（投手：伊藤義弘、捕手：里崎智也）

### 背番号
- 55 （2002年 - 2009年）